# Nogent-le-Roi
Nogent-le-Roi – miejscowość i gmina we Francji, w Regionie Centralnym, w departamencie Eure-et-Loir.
Według danych na rok 1990 gminę zamieszkiwały 3832 osoby, a gęstość zaludnienia wynosiła 295 osób/km² (wśród 1842 gmin Centre, Nogent-le-Roi plasuje się na 91. miejscu pod względem liczby ludności, natomiast pod względem powierzchni na miejscu 990.).